# Karolew (Sokołów)
Pour les articles homonymes, voir Karolew.
Karolew  [kaˈrɔlɛf] est un village polonais de la gmina de Sokołów Podlaski dans le powiat de Sokołów et dans la voïvodie de Mazovie, au centre-est de la Pologne.
Il est situé à environ 11 kilomètres à l'ouest de Sokołów Podlaski et à 78 kilomètres à l'est de Varsovie.